# André Onana
André Onana (Nkol Ngok, 2 april 1996) is een Kameroense voetballer die als doelman speelt. In juli 2023 tekende Onana een contract bij Manchester United. Onana debuteerde in 2016 in het Kameroens voetbalelftal.

## Clubcarrière
Nadat Onana in Kameroen bij de Samuel Eto'o Academy heeft gespeeld maakte hij in 2010 de overstap naar de jeugdopleiding van FC Barcelona.

### Ajax
Begin 2015 werd bekendgemaakt dat AFC Ajax overeenstemming had bereikt met Onana, die op dat moment tot en met 30 juni 2015 onder contract stond bij FC Barcelona, over een contract dat in zou gaan per 1 juli 2015 en zou lopen tot en met 30 juni 2018. Later die maand kwam het bericht naar buiten dat Ajax het met FC Barcelona eens was geworden over een directe overstap. Onana sloot aan bij Jong Ajax en kreeg rugnummer 24 toegewezen. Op 9 februari maakte Onana zijn officiële debuut in het betaald voetbal voor Jong Ajax in de Jupiler League thuiswedstrijd tegen Achilles '29.
Tijdens de voorbereiding op het seizoen 2015/16 werd Onana door De Boer als derde keeper bij de A-selectie gevoegd. Op 4 juli 2015 maakte Onana zijn officieuze debuut voor Ajax in een vriendschappelijke wedstrijd tegen Dinamo Moskou (2-2) ter afsluiting van het trainingskamp in Oostenrijk. Hij verving na rust Diederik Boer. Dit seizoen speelde hij alleen in de eerste divisie, hoewel hij ook enkele keren bij de wedstrijdselectie van het eerste team zat.
Op 20 augustus 2016, maakte hij zijn officiële debuut voor de hoofdmacht van Ajax in de thuiswedstrijd tegen Willem II. Trainer Bosz besloot eerste doelman Cillessen buiten de wedstrijdselectie te laten, omdat deze op het punt stond te vertrekken naar FC Barcelona. Onana kreeg de voorkeur boven tweede doelman Boer. Cillessen vertrok later die week definitief naar Barcelona, waarop Ajax vervolgens Tim Krul voor één seizoen huurde van Newcastle United. Door een blessure kon Krul niet direct in actie komen voor Ajax, waardoor Onana in de uitwedstrijd tegen Go Ahead Eagles opnieuw plaatsnam onder de lat. Na deze wedstrijd werd Onana de vaste eerste keeper van Ajax 1, zelfs toen Krul terug kwam van zijn blessure bleef Bosz hem steevast opstellen. In januari koos hij ervoor om niet deel te nemen aan de Afrika Cup, om zijn basisplaats bij Ajax niet in gevaar te brengen. Hij speelde dat seizoen ook alle wedstrijden in de Europa League, van zijn Europese debuut op 15 september tegen Panathinaikos, tot aan de finale van de UEFA Europa League. Ajax verloor deze wedstrijd met 2-0 van Manchester United.
Ook in het daaropvolgende seizoen, 2017/18, onder leiding van Marcel Keizer en zijn opvolger Erik ten Hag, bleef Onana eerste keeper van Ajax. Europese optredens bleven beperkt omdat Ajax zich niet wist te kwalificeren voor een Europees toernooi.
Bij het begin van seizoen 2018/19 wisselde Onana rugnummer 1 om voor zijn oude nummer 24, omdat seizoen 2016/17 met rugnummer 24 veel succesvoller was verlopen dan het seizoen erna met rugnummer 1. Onana debuteerde in de Champions League, op 19 september tegen AEK Athene. Na de thuiswedstrijd tegen Bayern Munchen stelde Edwin van der Sar dat Onana op weg was naar het niveau van de doelman van de tegenstander, Manuel Neuer. Eind 2018 wist hij zijn doel 843 minuten lang schoon te houden. In januari 2019 werd hij gekozen tot beste keeper van Afrika. Met Ajax beleefde hij een succesvol seizoen, waarin de halve finale van de Champions League werd bereikt en de dubbel werd gewonnen. Hiermee bracht hij de eerste twee prijzen op zijn naam. Ajax en Onana bereikten overeenstemming over de verlenging van zijn contract tot en met 30 juni 2022.
Ondanks belangstelling van Europese topclubs besloot Onana om ook in seizoen 2019/20 bij Ajax te blijven, om veel te kunnen spelen en nog één jaar te kunnen groeien als keeper en als persoon. In oktober maakt France Football bekend dat Onana behoorde tot de 10 keepers die waren genomineerd voor de Trophée Yachine, de prijs voor de beste keeper van 2019.
Op 5 februari 2021 legde de UEFA Onana een jaar schorsing op vanwege een dopingovertreding. De doelman had gebruik gemaakt van het op de dopinglijst staande middel Furosemide. Onana verklaarde dat hij het tabletje per ongeluk had genomen en hij eigenlijk een pijnstiller wilde nemen, maar dat de verpakking van de pijnstillers en de verpakking met de tabletten met Furosemide erg op elkaar leken. De doelman begon samen met Ajax een zaak tegen de schorsing. De uitkomst hiervan werd 10 juni 2021 bekend: de duur van zijn schorsing werd verlaagd van twaalf naar negen maanden.
Begin september 2021 mocht Onana de training hervatten, vooruitlopend op het einde van zijn schorsing op 4 november 2021. Op 28 oktober 2021 werd door de Ajax-staf bekendgemaakt dat Onana weer bij het eerste elftal werd gehaald, nadat hij zijn trainingen begin september 2021 al had hervat bij Jong Ajax. Op 24 november stond hij voor het eerst weer een keer onder de lat, waarbij trainer Erik ten Hag wel aangaf dat Remko Pasveer de eerste doelman zou blijven. Pas na een blessure bij Pasveer speelde Onana vanaf 27 februari 2022 weer wedstrijden. Hij wist het niveau van voor zijn schorsing niet meer te halen, en kreeg vrij veel tegendoelpunten. Uiteindelijk verliet Onana Ajax na dat seizoen transfervrij.

### Internazionale
In juli 2022 werd bekend dat Onana een contract had getekend bij Internazionale. In zijn eerste seizoen bij deze club stond hij meestal in de basis. Met Inter bereikte hij de finale van de Champions League, die werd verloren van Manchester City.

### Manchester United
Op 20 juli 2023 tekende Onana een vijfjarig contract bij Manchester United, waar op dat moment zijn voormalig Ajax-coach Erik ten Hag de hoofdtrainer was.

## Clubstatistieken
Beloften
| Seizoen | Club      | Land               | Competitie     | Competitie | Competitie |
| Seizoen | Club      | Land               | Competitie     | Wed.       | Dlp.       |
| ------- | --------- | ------------------ | -------------- | ---------- | ---------- |
| 2014/15 | Jong Ajax | Vlag van Nederland | Eerste divisie | 13         | 0          |
| 2015/16 | Jong Ajax | Vlag van Nederland | Eerste divisie | 24         | 0          |
| 2016/17 | Jong Ajax | Vlag van Nederland | Eerste divisie | 2          | 0          |
| Totaal  | Totaal    | Totaal             | Totaal         | 39         | 0          |

Bijgewerkt tot en einde seizoen 2016/2017.
Senioren
| Seizoen         | Club              | Land               | Competitie      | Competitie | Competitie | Beker | Beker | Internationaal | Internationaal | Overig | Overig | Totaal | Totaal |
| Seizoen         | Club              | Land               | Competitie      | Wed.       | Dlp.       | Wed.  | Dlp.  | Wed.           | Dlp.           | Wed.   | Dlp.   | Wed.   | Dlp.   |
| --------------- | ----------------- | ------------------ | --------------- | ---------- | ---------- | ----- | ----- | -------------- | -------------- | ------ | ------ | ------ | ------ |
| 2016/17         | Ajax              | Vlag van Nederland | Eredivisie      | 32         | 0          | 0     | 0     | 14             | 0              | —      | —      | 46     | 0      |
| 2017/18         | Ajax              | Vlag van Nederland | Eredivisie      | 33         | 0          | 1     | 0     | 4              | 0              | —      | —      | 38     | 0      |
| 2018/19         | Ajax              | Vlag van Nederland | Eredivisie      | 33         | 0          | 4     | 0     | 18             | 0              | —      | —      | 55     | 0      |
| 2019/20         | Ajax              | Vlag van Nederland | Eredivisie      | 24         | 0          | 3     | 0     | 11             | 0              | 1      | 0      | 39     | 0      |
| 2020/21         | Ajax              | Vlag van Nederland | Eredivisie      | 20         | 0          | 0     | 0     | 6              | 0              | 0      | 0      | 26     | 0      |
| 2021/22         | Ajax              | Vlag van Nederland | Eredivisie      | 6          | 0          | 2     | 0     | 2              | 0              | 0      | 0      | 10     | 0      |
| Club totaal     | Club totaal       | Club totaal        | Club totaal     | 148        | 0          | 10    | 0     | 55             | 0              | 1      | 0      | 214    | 0      |
| 2022/23         | Internazionale    | Vlag van Italië    | Serie A         | 24         | 0          | 3     | 0     | 13             | 0              | 1      | 0      | 41     | 0      |
| Club totaal     | Club totaal       | Club totaal        | Club totaal     | 24         | 0          | 3     | 0     | 13             | 0              | 1      | 0      | 41     | 0      |
| 2023/24         | Manchester United | Vlag van Engeland  | Premier League  | 38         | 0          | 7     | 0     | 6              | 0              | 0      | 0      | 51     | 0      |
| 2024/25         | Manchester United | Vlag van Engeland  | Premier League  | 27         | 0          | 2     | 0     | 7              | 0              | 1      | 0      | 37     | 0      |
| Club totaal     | Club totaal       | Club totaal        | Club totaal     | 65         | 0          | 9     | 0     | 13             | 0              | 1      | 0      | 88     | 0      |
| Carrière totaal | Carrière totaal   | Carrière totaal    | Carrière totaal | 237        | 0          | 22    | 0     | 81             | 0              | 3      | 0      | 373    | 0      |

Bijgewerkt t/m 6 maart 2025.

## Interlandcarrière
Onana werd in september 2015 voor het eerst opgenomen in de nationale selectie van Kameroen voor een kwalificatiewedstrijd voor de Afrika Cup 2017 tegen Gambia en de vriendschappelijke wedstrijd tegen het land dat de Afrika Cup 2017 organiseert, Gabon. In de vriendschappelijke wedstrijd tegen Gabon, die met 2-1 gewonnen werd, kwam het uiteindelijk tot een debuut voor Onana. Ondanks dat Kameroen zich plaatste voor het Afrikaans kampioenschap, koos Onana er zelf voor om geen deel uit te maken van de selectie. Dit omdat hij liever voor zijn kansen bij Ajax wilde gaan. Onana nam met Kameroen deel aan de FIFA Confederations Cup 2017, waar in de groepsfase werd verloren van regerend wereldkampioen Duitsland, regerend Zuid-Amerikaans kampioen Chili en werd gelijkgespeeld tegen de kampioen van Azië, Australië. Op 23 december 2022 maakte hij bekend te stoppen als international van Kameroen. Hij kreeg tijdens het WK 2022 in Qatar een conflict met de bondscoach. Hij kwam 34 keer uit voor het nationale elftal.
| Interlands van André Onana voor Kameroen | Interlands van André Onana voor Kameroen | Interlands van André Onana voor Kameroen | Interlands van André Onana voor Kameroen | Interlands van André Onana voor Kameroen | Interlands van André Onana voor Kameroen |
| №                                        | Datum                                    | Wedstrijd                                | Uitslag                                  | Competitie                               | Doelpunten                               |
| Als speler bij Ajax                      | Als speler bij Ajax                      | Als speler bij Ajax                      | Als speler bij Ajax                      | Als speler bij Ajax                      | Als speler bij Ajax                      |
| ---------------------------------------- | ---------------------------------------- | ---------------------------------------- | ---------------------------------------- | ---------------------------------------- | ---------------------------------------- |
| 1.                                       | 6 september 2016                         | Kameroen – Gabon                         | 2 – 1                                    | Vriendschappelijk                        |                                          |
| 2.                                       | 13 juni 2017                             | Colombia – Kameroen                      | 4 – 0                                    | Vriendschappelijk                        |                                          |
| 3.                                       | 25 maart 2018                            | Koeweit – Kameroen                       | 1 – 3                                    | Vriendschappelijk                        |                                          |
| 4.                                       | 27 mei 2018                              | Kameroen – Burkina Faso                  | 0 – 1                                    | Vriendschappelijk                        |                                          |
| 5.                                       | 8 september 2018                         | Comoren – Kameroen                       | 1 – 1                                    | Kwalificatie Afrika Cup 2019             |                                          |
| 6.                                       | 12 oktober 2018                          | Kameroen – Malawi                        | 1 – 0                                    | Kwalificatie Afrika Cup 2019             |                                          |

Bijgewerkt op 21 oktober 2018.

## Erelijst
Ajax
- Eredivisie: 2018/19, 2020/21, 2021/22
- KNVB Beker: 2018/19, 2020/21
- Johan Cruijff Schaal: 2019

 Internazionale
- Coppa Italia: 2022/23
- Supercoppa Italiana: 2022

Persoonlijk
- Ontembare Leeuw van het Jaar (Kameroens Voetballer van het Jaar): 2018
- Beste Afrikaanse Doelman: 2018
- Eredivisie Team van het Jaar: 2018/19
- Yashin Trophy: 2019 (7e plaats)
- CAF Team van het Jaar: 2019, 2020
- IFFHS CAF Mannelijk Team van het Jaar: 2020
- Ajax Club van 100: 204W (2015-heden)